# Гилельс, Елена Эмильевна
Елена Эмильевна Ги́лельс (5 сентября 1948, Москва — 17 июня 1996, Москва) — советская и российская пианистка, педагог. Заслуженная артистка РСФСР (1991).

## Биография
Дочь пианиста Эмиля Гилельса и композитора Фаризы Хуцистовой. Училась в Московской консерватории у Веры Горностаевой и Якова Флиера, после чего продолжила обучение в ассистентуре-стажировке Ленинградской консерватории у Павла Серебрякова.
С юных лет много гастролировала в СССР и за рубежом (в том числе в Европе, США, Новой Зеландии). В 1969 году, ещё студенткой выступила в Карнеги-холле с Первым концертом П. И. Чайковского. Репертуар пианистки был достаточно широк (от Й. Гайдна до С. Прокофьева), при этом музыковеды выделяют исполнение Гилельс фортепианных концертов В. А. Моцарта. Часто выступала в дуэте с отцом — Э. Гилельсом, записала с ним и Венским филармоническим оркестром (дирижёр Карл Бём) Концерт № 10 для двух фортепиано с оркестром В. А. Моцарта: запись входит в число лучших моцартовских по версии журнала Gramophone, критик Стивен Плейстоу отмечал, что «физическое родство» музыкантов отражается в уровне взаимопонимания исполнителей (англ. their physical relationship is mirrored in the quality, and the mutual understanding of the playing).
В 1970 году Ленинградским ТВ была сделана запись Концертного рондо для фортепиано с оркестром В. А. Моцарта в исполнении Гилельс и Ленинградского камерного оркестра под управлением Лазаря Гозмана.
В 1972 году получила пятую премию на Международном конкурсе в Монтевидео.
В 1974—1995 годах работала солисткой Московской филармонии.
В 1989 году начала преподавать в Московской консерватории. Также была профессором чешского Остравского университета.
Муж — физик Пётр Никитенко, сын Кирилл Петрович Гилельс — юрист, Президент Фонда содействия сохранению творческого наследия Эмиля Гилельса.
Умерла в 1996 году от онкологического заболевания. Похоронена на Новодевичьем кладбище вместе с родителями (10 уч.).